# Zdeněk Tůma
Zdeněk Tůma (* 19. října 1960, České Budějovice) je český ekonom, v letech 2000–2010 guvernér České národní banky, v letech 2011–2012 byl předsedou finančního výboru Zastupitelstva hlavního města Prahy (FV ZHMP). V letech 2011 až 2019 pracoval v privátní sféře v auditní a poradenské společnosti KPMG Česká republika. Od roku 2019 působí ve funkci předsedy dozorčí rady ČSOB, a.s.

## Životopis

### Studia a akademická sféra
Zdeněk Tůma se narodil 19. října 1960 v Českých Budějovicích. Po absolvatoriu Obchodní akademie v Českých Budějovicích studoval v letech 1979 až 1983 Fakultu obchodní na Vysoké škole ekonomické v Praze, kde po ukončení studií další tři roky přednášel. V roce 1986 nastoupil jako vědecký pracovník do Prognostického ústavu Československá akademie věd, kde v letech 1987 až 1992 absolvoval postgraduální studium ekonomie. Další postgraduální studium (angličtiny) absolvoval (v letech 1986 až 1988) na Pedagogické fakultě Univerzity Karlovy v Praze. Po ukončení postgraduálních studií přešel na Institut ekonomických studií Fakulty sociálních věd Univerzity Karlovy, kde se stal vedoucím katedry makroekonomie. Zde byl pak v roce 1995 (po habilitaci) jmenován docentem. Na Univerzitě Karlově v Praze i nadále přednáší. Byl či je členem různých vědeckých a správních rad českých univerzit (Univerzita Karlova, ČVUT, VŠE, Jihočeská univerzita, Akademie múzických umění). Od roku 2000 je členem Board of Governors a od roku 2018 je místopředsedou správní rady šestiletého gymnázia The English College in Prague - Anglické gymnázium, o.p.s.

### Studijní pobyty na zahraničních univerzitách
Zdeněk Tůma absolvoval v první polovině 90. let 20. století několik studijních pobytů na zahraničních univerzitách:
- Velká Británie (London School of Economics, University of Cambridge);
- Nizozemí (Tinbergen Institute v Amsterdamu);
- USA (George Mason University ve Washingtonu).

### 90. léta 20. století
V letech 1993 až 1995 působil jako poradce ministra průmyslu a obchodu Vladimíra Dlouhého. V roce 1995 se Zdeněk Tůma stal hlavním ekonomem společnosti  Patria Finance a.s. a pracoval zde až do roku 1998. Od 1. června 1998 do svého nástupu do České národní banky počátkem roku 1999 (tj. v letech 1998 až 1999) působil jako výkonný ředitel Evropské banky pro obnovu a rozvoj, kde zastupoval Českou, Slovenskou, Maďarskou a Chorvatskou republiku.

### V ČNB (1999 až 2010)
Dne 13. února 1999 jej prezident republiky Václav Havel jmenoval viceguvernérem České národní banky a poté 1. prosince 2000 jejím guvernérem. V této funkci byl prezidentem Václavem Klausem potvrzen na další šestileté funkční období 11. února 2005.
Současně jako guvernér zastupoval Českou republiku v Mezinárodním měnovém fondu a v Bance pro mezinárodní platby (Bank for International Settlements). Od roku 2004 (po vstupu ČR do EU 1. května 2004) byl navíc členem Generální rady v Evropském systému centrálních bank.  Zdeněk Tůma je členem České společnosti ekonomické, jejímž byl v letech 1999-2001 prezidentem.
Druhé guvernérské funkční období v ČNB mělo skončit 12. února 2011, ale již 15. dubna 2010 Zdeněk Tůma oznámil, že se k 30. červnu 2010 vzdává svého mandátu guvernéra ČNB. Svoji rezignaci odůvodnil snahou o zkrácení období nejistoty spojené s obměnou bankovní rady.

### V politice
Zdeněk Tůma byl kandidátem TOP 09 na funkci primátora hl. m. Prahy v komunálních volbách na podzim 2010. Dne 15. října 2014 vystoupil z TOP 09. Reagoval tak na spory uvnitř pražské organizace strany a podpořil primátora hlavního města Tomáše Hudečka.

### KPMG a ČSOB
Do soukromého sektoru se vrátil v roce 2011, kdy začal pracovat v auditní a poradenské společnosti KPMG Česká republika jako Partner odpovědný za služby pro finanční sektor. V roce 2019 ukončil svoje působení v KPMG a od 16. října 2019 začal vykonávat funkci předsedy dozorčí rady ČSOB, a.s., kde vystřídal bankéře Ing. Pavla Kavánka (* 1948).

## Další aktivity
- V letech 2011[19] až 2019[20] byl předsedou správní rady Nadace CERGE-EI,[11] podporující ekonomické vzdělávání a výzkum.[16]
- Od roku 2016 je členem dozorčí rady Výboru dobré vůle – Nadace Olgy Havlové.[16][11][3]
- V letech 2012 až 2013 vykonával funkci člena správní rady mezinárodní neziskové organizace Aspen Institute Central Europe o.p.s.[21] a od roku 2021 působí v této společnosti jako člen dozorčí rady.[11]
- V letech 2020 až 2023 byl členem prezidia České bankovní asociace (ČBA).[11]
- V letech 2002 až 2016 působil jako člen správní rady Musea Kampa - Nadace Jana a Medy Mládkových.[11]
- Od roku 2020 je jednatelem společnosti IRQ management s.r.o.[22] a od téhož roku je též předsedou dozorčí rady firmy IRQ FUNDS SICAV a.s..[11][23]
- Od roku 2021 vykonává funkci člena správní rady ústavu Global Institute for Macroprudential Modeling, z.ú., který se zabývá makroekonomickými analýzami a makrofinančním modelováním.[24][11]
- V roce 2022 byl přijat za člena College of Central Bankers.[25]
- Je členem dozorčí rady Nadace The Bakala Foundation, která realizuje programy a projekty směřující k podpoře rozvoje mladých talentů (investigativní novináři, nezávislí žurnalisté, začínající architekti, zájemci o zahraniční studium).[26]
- V letech 2022 až 2023 byl během jeho volební kampaně ekonomickým poradcem prezidenta Petra Pavla.[27]
- Je členem dozorčí rady K&H banky v Maďarsku.[28]

## Zájmy a záliby
Zdeněk Tůma má rád Šumavu a sport. Ve volném čase se věnuje cyklistice, běhu na lyžích, vytrvalostním běžeckým disciplínám, golfu, tenisu a dalším pohybovým aktivitám.